# Alita
Alita är en ort i Mexiko.   Den ligger i kommunen Zirándaro och delstaten Guerrero, i den södra delen av landet, 220 km sydväst om huvudstaden Mexico City. Alita ligger 209 meter över havet och antalet invånare är 148.
Terrängen runt Alita är kuperad söderut, men norrut är den platt. Runt Alita är det ganska glesbefolkat, med 23 invånare per kvadratkilometer. Närmaste större samhälle är Huetamo de Núñez, 18,3 km nordost om Alita. Trakten runt Alita består till största delen av jordbruksmark.